# Cele Patru Mari (nave)
Cele Patru Mari a fost un cvartet de pacheboturi construite de șantierele navale Harland and Wolff pentru compania White Star Line la începutul secolului al XX-lea. Navele care alcătuiau acest cvartet erau:
- RMS Celtic (1901)
- RMS Cedric (1902)
- RMS Baltic (1903)
- RMS Adriatic (1907)

## Origine
În 1899 White Star Line a comandat construirea navei RMS Oceanic care ar fi depășit nava SS Great Eastern în lungime dar nu și în tonaj. După moartea lui Thomas Ismay comanda pentru nava-soră a Oceanicului, Olympic, a fost anulată. În schimb, resursele financiare au fost redirecționate către noul proiect al companiei: construirea celei mai mari flote de nave care să navigheze vreodată pe ocean, Cele Patru Mari.

## Istoric

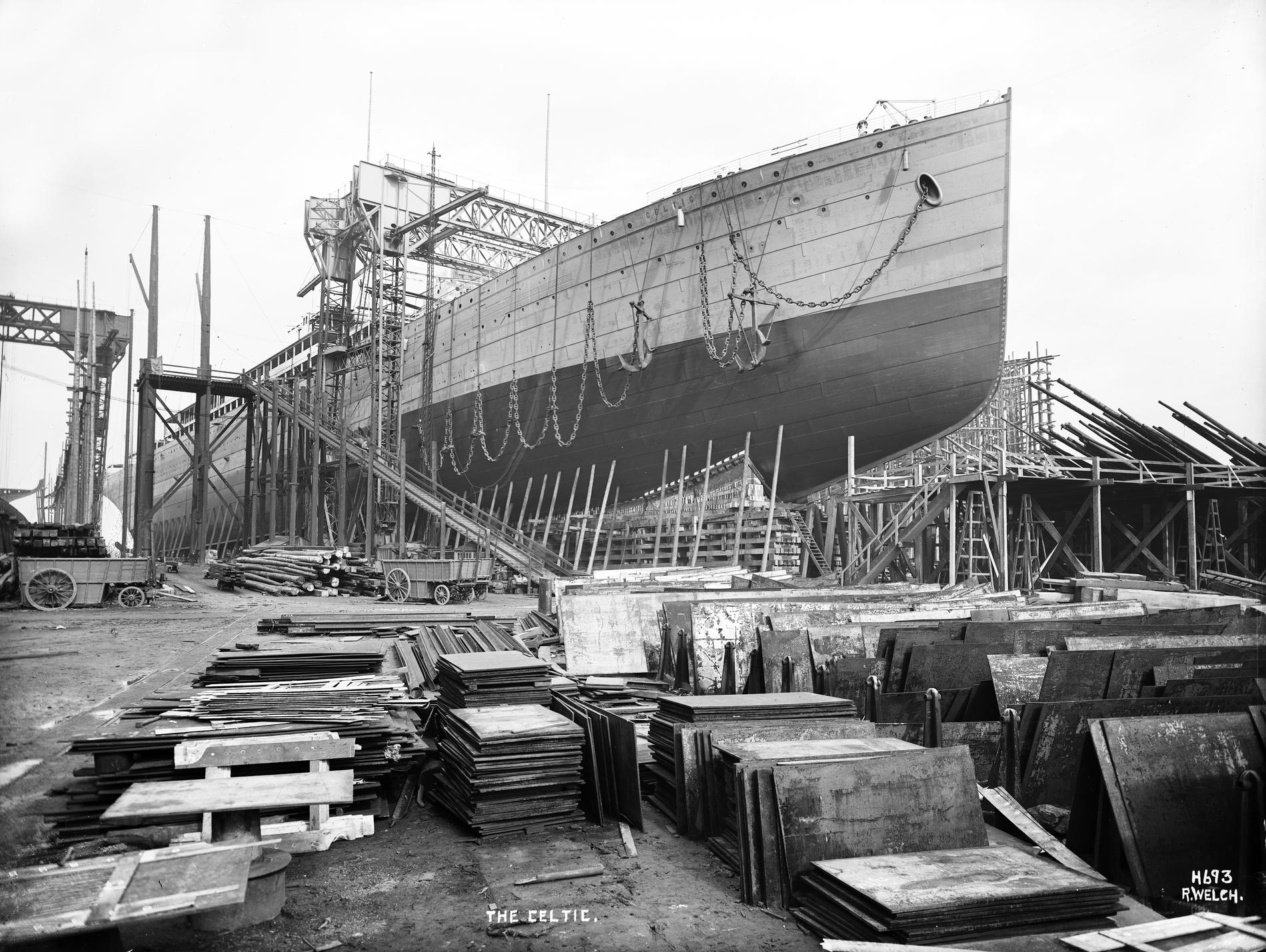
RMS Celtic în timpul construcţiei

În 1901 White Star Line a comandat o serie de patru nave care să fie mai mari decât Great Eastern. Cele patru nave au fost proiectate ca fiecare să aibă un tonaj de peste 20.000 de tone și în loc să fie construite pentru viteză pentru a putea câștiga Panglica albastră navele au fost proiectate pentru a fi mai luxoase decât rivalele lor. Prima din cele patru navel a fost Celtic și a fost comandată de Thomas Ismay chiar înainte de moartea sa. Celtic a fost lansată pe 4 aprilie 1901 și a efectuat călătoria inaugurală pe 26 iulie. Era mai scurtă decât Oceanic dar totuși mai lungă decât Great Eastern. Când Celtic a fost finalizată era cea mai mare navă din lume cu un tonaj de 21.035 de tone. Următoarea navă a fost Cedric care a fost lansată pe 21 august 1902 și a efectuat călătoria inaugurală pe 11 februarie 1903. La acea vreme a preluat de la Celtic titlul de cea mai mare navă din lume, cu un tonaj de 21.073 tone.
A treia navă a fost Baltic care a fost lansată pe 21 noiembrie 1903 și a efectuat călătoria inaugurală pe 29 iunie 1904. Cu 23.876 de tone a fost cea mai mare navă din lume până în 1905 când a fost lansată nava Kaiserin Auguste Victoria a companiei Hamburg America Line (24.581 tone). Popularitatea cvartetului companiei White Star Line a fost ulterior preluată de navele companiei Cunard Line, Lusitania și Mauretania.

## Caracteristici
Dintre cele patru nave, Baltic și Adriatic erau mult mai mari decât primele două. Totuși, Adriatic, care a fost cea mai mare din cele patru, este singura care nu a deținut niciodată titlul de cea mai mare navă de pasageri din lume. Cele patru nave erau propulsate de două elice mișcate de turbine pe aburi și atingeau o viteză medie de 16 noduri (30 km/h), deși viteze maxime variau. Aspectul celor patru nave era asemănător: carenă neagră, chilă roșie și suprastructură albă. Fiecare avea patru catarge (două în față și două în spate) care sprijineau cablurile pentru telegraful fără fir. Cele două coșuri erau de culoare maroniu-portocalie cu partea superioară neagră. Navele aveau un lux la un nivel fără precedent, cu o sală de mese acoperită de un tavan de sticlă, un loc de odihnă cu o cameră de citit și scris, o punte de promenadă acoperită, un fumoar decorat cu vitralii și, în cazul navei Adriatic, bazin de înot și băi turcești.

## Cariere
|            |
| RMS Celtic |

|            |
| RMS Cedric |

|            |
| RMS Baltic |

|              |
| RMS Adriatic |

### Celtic
Celtic a fost prima din Cele Patru Mari, intrând în serviciu în 1901 și a fost prima navă care să depășească Great Eastern în tonaj. Cariera ei a fost marcată de câteva accidente. Transformată în crucișător auxiliar în timpul Primului Război Mondial, s-a ciocnit cu o mină în 1917 ducând la moartea a 17 oameni. În 1918 a fost torpilată de un submarin german dar a rămas pe linia de plutire. În 1925 s-a ciocnit cu o altă navă dar niciuna din navele implicate nu a fost avariată. Acest incident s-a repetat în 1927 dar cu o altă navă. În 1928 s-a ciocnit de stânci în apropiere de Cobh și a fost considerată de nerecuperat. A durat cinci ani până când nava a fost complet dezmembrată.

### Cedric
Cedric a intrat în serviciu în 1903. Cariera comercială a fost divizată între curse transatlantice și ca navă de croazieră. După scufundarea navei Titanic, Cedric a fost chemată la New York pentru a duce o parte din supraviețuitori înapoi în Anglia. În timpul războiului Cedric a fost transformată în crucișător auxiliar. Pe 29 ianuarie 1918 s-a ciocnit și a scufundat nava Montreal a companiei Canadian Pacific în largul Golfului Morecambe. Montreal a fost tractată dar s-a scufundat ziua următoare. Pe 30 septembrie 1923 s-a ciocnit cu RMS Scythia a companiei Cunard Line în portul Queenstown (Cobh) din cauza ceții dese. Niciuna dintre nave nu a fost grav avariată. A fost retrasă din serviciu în 1931 și a fost dezmembrată anul următor.

### Baltic
Lansată în 1903, Baltic a participat de-a lungul timpului în mai multe operațiuni de salvare. În 1909 a primit un semnal SOS de la RMS Republic după ce aceasta s-a ciocnit cu SS Florida. În 1912, în noaptea scufundării navei Titanic, Baltic a primit semnalul de urgență dar nu a reușit să ajungă pentru ajutor. A fost implicată într-o salvare pe 6 decembrie 1929 când a asistat goeleta Northern Light care se scufunda. Pe 17 februarie 1933 a pornit spre Osaka, Japonia pentru a fi dezmembrată.

### Adriatic
Adriatic, care a intrat în serviciu în 1907, era cea mai mare și cea mai luxoasă din cele patru. A avut o carieră comercială de succes, fiind nava care a inaugurat ruta Southampton - New York pentru White Star Line. Cariera i-a fost întreruptă de Primul Război Mondial în care nava a efectuat câteva călătorii ca navă de transportat de trupe. Adriatic a fost transformată în navă de croazieră în 1933 și a fost retrasă în anul următor. A fost dezmembrată în Japonia în 1935.